# Pagan’s Mind
Pagan’s Mind — метал-группа из Норвегии, исполняющая музыку в стиле прогрессивный метал, образованная в 2000 году и в этом же году выпустили свой первый альбом. В 2005 году альбом «Enigmatic : Calling» занял 15 место в норвежских чартах. В ноябре 2007 года группа выпустила свой новый альбом «God's Equation», который, как и все прошлые был записан в Норвегии и занял 35 место в норвежских чартах. В 2008 году группа гастролировала с Sonata Arctica.

## Дискография
- Infinity Divine (2000)
- Celestial Entrance (2002)
- Infinity Divine (2004) (перезаписан)
- Enigmatic : Calling (2005)
- God's Equation (2007)
- Heavenly Ecstasy (2011)

## Состав группы
- Нильс Ру — вокал
- Йорн Лофстад — гитара
- Стейнар Крокмо — бас-гитара
- Стиан Кристофферсен — ударные
- Ронни Тегнер — клавиши, синтезатор

### Бывшие участники
- Торстейн Ааби — гитара (2000—2003)